# Dąbrówka Dolna
Dąbrówka Dolna (dt. Dombrowka bei Carlsruhe, Königlich Dombrowka, 1930–32: Dombrowka, 1932–1945: Eichendorf),  ist eine Ortschaft in Oberschlesien. Dąbrówka Dolna liegt in der Gemeinde Pokój im Powiat Namysłowski in der polnischen Woiwodschaft Oppeln.

## Geographie

### Geographische Lage
Dąbrówka Dolna liegt im nordwestlichen Teil Oberschlesiens. Der Ort liegt etwa drei Kilometer nordwestlich vom Gemeindesitz Pokój, etwa 18 Kilometer südöstlich der Kreisstadt Namysłów und 31 Kilometer nördlich von der Woiwodschaftshauptstadt Oppeln. Der Ort liegt in der Nizina Śląska (Schlesische Tiefebene) innerhalb der Równina Oleśnicka (Oelser Ebene).
Der Ort liegt mitten in einem großen Waldgebiet, das zum Landschaftsschutzpark Stobrawski gehört. Das Dorf liegt an der Bogacica (dt. Bodländer Flössbach), einem linken Nebenfluss des Stobers.

### Ortsteile
Zu gehört der nordöstlich im Wald liegende Weiler Szubienik (Fösterei Eichforst).

### Nachbarorte
Nachbarorte von Dąbrówka Dolna sind anbei Domaradzka Kuźnia (Dammratschhammer), im Nordwesten Domaradz (Dammratsch) und im Osten Neuwedel (poln. Święciny).

## Geschichte
Der Ort ist eine ältere Gründung, bereits im Jahr 1607 scheint es Hinweise auf die Oberförsterei zu geben. Der Ort war eine Waldarbeitersiedlung und es wurde Erz für die Kreuzburger Hütte gefördert. Der Ortsname leitet sich vom polnischen Wort dabrowa (dt. Eichenwald)  oder deby (dt. Eichen) ab.
Nach dem Ersten Schlesischen Krieg 1742 fiel Königlich Dombrowka mit dem größten Teil Schlesiens an Preußen.
Nach der Neuorganisation der Provinz Schlesien gehörte die Landgemeinde Königlich Dombrowka ab 1816 zum Landkreis Oppeln im Regierungsbezirk Breslau. 1845 bestanden im Dorf insgesamt 114 Häuser. Im gleichen Jahr lebten in Königlich Dombrowka 619 Menschen, davon 22 evangelisch und 14 jüdisch. 1874 wurde der Amtsbezirk Dombrowka gegründet. Erster Amtsvorsteher war der Hausbesitzer Rösner aus Carlsruhe
Bei der Volksabstimmung in Oberschlesien am 20. März 1921 stimmten 500 Wahlberechtigte für einen Verbleib bei Deutschland und acht für Polen. Königlich Dombrowka verblieb beim Deutschen Reich. 1930 wurde der Name des Dorfes in Dombrowka geändert. 1932 wurde der Name des Dorfes in Eichendorf geändert. 1933 lebten im Ort 1016 Menschen. 1939 hatte Eichendorf 969 Einwohner. Bis 1945 befand sich der Ort im Landkreis Oppeln.
1945 kam der bisher deutsche Ort Eichendorf unter polnische Verwaltung und wurde in Dąbrówka Dolna umbenannt und der Woiwodschaft Schlesien angeschlossen. 1950 kam der Ort zur Woiwodschaft Oppeln. 1999 kam der Ort zum Powiat Namysłowski.

## Sehenswürdigkeiten
- Die römisch-katholische Marienkirche (poln. Kościół Matki Boskiej Śnieżnej) wurde zwischen 1932 und 1933 errichtet.[9]
- Hölzernes Wohnhaus und Scheune – heute im Museum des Oppelner Dorfes
- Wegekreuz an der ul. Opolska
- Glockenkapelle an der ul. Święcińska mit Nepomukstatue

## Persönlichkeiten
- Heinrich Tschampel (1799–1849), schlesischer Dialektdichter, Schriftsteller und Lehrer